# Yves Zuber
Pour les articles homonymes, voir Zuber.
Yves Zuber (1884-1960) est un ingénieur français. Il est connu comme le fondateur de l'entreprise et de la marque Stylomine.

## Biographie
Yves Zuber est ingénieur IDN (École centrale de Lille) diplômé en 1906. Il est l'inventeur de mécanismes pour porte-mines et du premier stylo-plume français en 1925 ; il est fondateur et administrateur délégué de l'entreprise Stylomine,,, fabricant de porte mines et du « stylographe 303 ».
« Yves Zuber était un grand créateur et déposa un nombre important de brevets comme - Système de compression du réservoir interne activé en soufflant à l’extrémité du stylo (métal )- (ébonite) stylomine muni de bague antivol
- Modèle hybride plume rentrante et remplissage par pression., dans un premier temps on faisait sortir la plume en tournant un bouchon puis en continuant de dévisser celui-ci, on accédait à une poire en caoutchouc. En appuyant, l’air se vidait et l’encre montait dans un réservoir via un tube partant du conduit. ». En 1925
a lieu le lancement du premier Stylomine stylo plume.

## Œuvres
- Aviation sans formules, Paris, Librairie du XXe siècle, 1909 (BNF 31677884)
- Le Paysagiste Zuber ; L'aquarelle réelle ; Un maître de l'aquarelle ; Le centenaire d'un Alsacien, Paris, impr. Jeanrot, 1945 (BNF 41693186)
- Introduction à la thérapeutique électronique : les structures de fréquences utilisées ; applications aux maladies réputées "incurables" et "de cause obscure", Montrouge, Impr. de l'Édition et de l'Industrie, 1953